# Achillas
Pour les articles homonymes, voir Achille (homonymie).
Achillas (en grec : Αχιλλας) est un ministre et général de Ptolémée XIII Dionysos, pharaon d'Égypte de la dynastie lagide.

## Biographie
Achillas est un des conseillers, avec l'eunuque Pothin et le précepteur Théodote de Chios (en), du jeune roi Ptolémée XIII Dionysos, corégent de l'Égypte avec sa sœur (et épouse) Cléopâtre VII depuis mars -51. Lors du conflit entre les deux monarques qui éclate en -49 et atteindra son paroxysme à l'été -48, il soutient, ou plus probablement encourage, Ptolémée qui chasse Cléopâtre (automne -49). Il commande l'armée égyptienne lorsque Pompée, ennemi de César, débarque sur la plage de Péluse après sa défaite à Pharsale (9 août -48). Sur une suggestion de Pothin et de Théodote de Chios approuvée par Ptolémée XIII, Achillas fait assassiner Pompée à bord de son navire par Lucius Septimius, ancien soldat romain (28 septembre -48 ). Les protagonistes du meurtre, en lui offrant sa tête et son anneau, pensent s'attirer les bonnes grâces de César. Celui-ci, qui loue par ailleurs l'audace extraordinaire d'Achillas, est indigné par cet acte barbare. Il offre des obsèques à la dépouille de son ennemi.
César reste en Égypte et tente de réconcilier Ptolémée XIII et Cléopâtre VII selon les modalités du testament de leur père. Ptolémée prend néanmoins les armes contre César. Pothin rejoint Achillas dans la lutte ; il lui confie le commandement en chef de l'armée égyptienne. À la fin de l'année -48, Achillas marche sur Alexandrie avec près de 20 000 fantassins et 2 000 cavaliers. Dans un premier temps, les Égyptiens mettent en difficulté les Romains qui ne possèdent que des effectifs réduits. César envoie des émissaires qui sont tués pour éviter toute réconciliation. Achillas investit ensuite une grande partie de la ville. Lors d’un engagement dans l’île de Pharos, César est même obligé de fuir à la nage. Au cours de ces épisodes, la bibliothèque d'Alexandrie est incendiée.
Arsinoé IV, jeune demi-sœur de Ptolémée qui avait été associée à son pouvoir en remplacement de Cléopâtre, parvient à échapper aux Romains grâce à l'eunuque Ganymède. Elle rejoint Achillas et son armée. À la suite de dissensions, elle fait tuer le général Achillas qui est remplacé par Ganymède au début de l'année -47.